# Jan-Håkanstjärnen
Jan-Håkanstjärnen är en sjö i Hällefors kommun i Västmanland och ingår i Göta älvs huvudavrinningsområde. Sjöns area är 0,008 kvadratkilometer och den är belägen 210 meter över havet.